# Чехи в Республике Сербской
Чехи в Республике Сербской (серб. Чеси у Републици Српској, чеш. Češi v Republice srbské) — граждане чешского происхождения, проживающие и работающие на территории Республики Сербской. Чехи признаны одним из 12 национальных меньшинств Республики Сербской, их интересы защищает Совет национальных меньшинств Республики Сербской. В Республике Сербской проживает 218 чехов, по данным переписи населения 2013 года.

## Деятельность общины
Чехи переселились на территорию Боснии и Герцеговины в 1878 году после её присоединения к Австро-Венгрии. Чешские переселенцы строили поселения, занимались добычей полезных ископаемых и лесозаготовками, строили шахты, железные дороги и развивали телеграфное и телефонное сообщение. В основном на территорию Республики Сербской переселялись как коренные чехи, так и чехи из Галиции. Одна колония, административно-индустриальная, располагалась на территории городов Баня-Лука, Сараево, Брод, Дервента и Мостар; другая, сельскохозяйственная — в Мачином-Брдо, Нова-Весе, Нове-Тополе и Врандуке; третья — сельскохозяйственная, шахтёрская и административная — в Приедоре.
В первые два года переселения в Боснии осело около 7 тысяч чехов. В межвоенные годы их было 5886, после войны их осталось 1978 человек. К 1970-м годам их численность снизилась до 871 человека, в 1981 году в СР Боснии и Герцеговине осталось 639 чехов. Часть их проживает в Баня-Луке, часть — в Дервенте, Прняворе, Приедоре и Градишке. В основном это крестьяне, госслужащие, судьи, банкиры, врачи, фармацевты, преподаватели и музыканты.

## Религия
Чехи в Республике Сербской по вероисповеданию преимущественно являются католиками. В Нова-Весе и Мачино-Брдо есть две католические церкви, прихожанами которых и являются чехи.

## Общества
В Республике Сербской действует крупнейшее чешское объединение «Чешка беседа», его филиалы есть в городах Баня-Лука (основано в 1997 году, насчитывает более 200 членов), Приедор, Мачино-Брдо и Нова-Вес.